# ホットヨーガ
ホットヨーガ、ホットヨガとは、室温35〜39度前後、湿度60%前後に保たれた室内でアーサナを中心としたエクササイズを行うヨーガである。実施する室内環境は、ヨーガ発祥の地インドの気候を模したとも言われる。パワーヨーガ、ビクラムヨーガ（40度以上で行う）、フォレストヨーガなどの形態がある。アメリカ合衆国西海岸で1970年代に始まり、日本では2009年ごろから広まった。

## 解説
常温で行うヨーガより筋肉の伸びが良いという主張もあり、高温多湿で行うため肉体への負荷が大きく、汗をかくことなどから、新陳代謝の改善やストレス解消に役立つという意見もあり、日本では主婦や勤め帰りの女性を中心に人気がある。2015年時点で日本で30万人が行っているとも言われる（出典のデータが何の統計によるかは不明）。2007年2月22〜24日に実施された、NTTレゾナントのインターネット・アンケートサービス「gooランキング」での「習い事体験ができるならやってみたいこと」では、1位が「ホットヨガ」、2位が「ヨガ」であった。
暖房設備と加湿設備、高温多湿に耐えうる部屋が必要で、汗をかくため、教室にはシャワールームと更衣室が欠かせない。教室内では素足であり、生徒がたくさんの汗をかく上、雑菌が繁殖しやすい環境であるため、入念な掃除と衛生対策が必要である。初期投資と暖房費などのランニングコストが通常のヨーガ教室より高い。設備やセキュリティ面の問題もあり、女性専用の教室も少なくないが、2015年の段階で日本のホットヨーガ業界の拡大は頭打ちとなっており、男性客の開拓が模索されている。
米国エクササイズ協会(ACE)が支援している研究では、エクササイズやダイエットの効果は通常のヨーガと変わらず、高温多湿の環境で行うことが肉体に悪い影響を及ぼす可能性を指摘している。

## ホットヨーガの利点に関する神話
ホットヨーガと一般に普及している常温で行うヨーガとの相違点は、行われる空間の温度と湿度である。しばしば発汗によって「毒素を排出する」「デトックスできる」と主張されるが、人間の身体には元来不要なものを排出する内臓のシステムがあり（発汗はこのシステムに含まれない）、汗をかくことの目的は身体の冷却であるため、この毒素神話は否定されている。
美容やダイエットを目的に行う人が多い。ヨーガよりホットヨーガのほうが汗をかきやすく、発汗量が多いほどトレーニングの質が良い、カロリー消費量が多いと考える人も多いが、実際はそうとも言えず、ホットヨーガが普通の環境で行うヨーガに比べて特に優れたエクササイズであるという証拠はなく、通常のヨーガと比べてカロリー消費量が多いわけではない。（この結果が得られた研究での室温は33度で、40度を超えるような過酷な環境で行った場合の効果は不明である。）ヨーガとホットヨーガのトレーニング効果に基本的な差はなく、むしろ高温多湿の環境が体に悪い影響を及ぼすこともある。ホットヨーガをより良く感じるのは、柔軟性を感じるという心理効果ではないかと指摘されており、科学的に紐解くと、持久力、柔軟性、バランス力などを比較しても大きな違いはなく、ヨーガと同程度のトレーニング効果は期待できる。

## 起源
ホットヨーガの始まりは諸説ある。ビクラムヨーガの団体は、ビクラムヨーガこそホットヨーガ（ホットヨガ）の起源であり、ホットヨーガとはビクラムヨーガのことであると主張しているが、ホットヨーガという言葉はビクラムヨーガに限定されず用いられている。

## 商標
ビクラムヨーガの団体は、日本で「HOT YOGA」「ホットヨガ」の商標登録を出願して2004年11月に一旦は商標登録されたが、2006年10月に無効審判が請求されて2008年3月に無効が確定した。

## 安全上の懸念
肉体的に大きな負荷がかかることがあるため、行う際には安全策を取る必要がある。適切な服装をし、十分な水分補給を行うことが必要であるが、ビクラムヨーガなどのホットヨーガは発汗率が低いため、水分補給をしすぎると低ナトリウム血症になる危険が大きく、水分補給が多すぎても少なすぎても問題である。心臓疾患や肺疾患など、高温の環境で悪影響を受ける可能性のある人や、熱中症になったことがある人は避けるべきとされており、妊娠中の女性は始める前に医療機関に相談する必要がある。また、レッスン後に汗をかいたままにすると、皮膚に雑菌が繁殖しやすいため、ニキビができやすくなる人もいる。